# Quemper-Guézennec
Quemper-Guézennec (bretonisch: Kemper-Gwezhenneg) ist eine französische Gemeinde mit 1089 Einwohnern (Stand 1. Januar 2022) im Département Côtes-d’Armor in der Region Bretagne. Sie gehört zum Arrondissement Guingamp und zum Kanton Bégard. Die Bewohner nennen sich Quemperrois(es).
Die Gemeinde erhielt die Auszeichnung „Eine Blume“, die vom Conseil national des villes et villages fleuris (CNVVF) im Rahmen des jährlichen Wettbewerbs der blumengeschmückten Städte und Dörfer verliehen wird.

## Geografie
Quemper-Guézennec liegt rund 16 Kilometer (Luftlinie) nordnordöstlich von Guingamp im zentralen Norden der Bretagne. Fast die gesamte Gemeindegrenze bilden die Flüsse Trieux und Leff sowie die Bäche Ruisseau de la fontaine Kergavel und Ruisseau de Poul Jaudour.

## Geschichte
Ein Mönch namens Gwezennec war Gründer der heutigen Gemeinde. Ende des 12. Jahrhunderts wurde die Festung Château de Frinaudour zum Schutz vor Angelsachsen und Normannen gegründet. Im 15. Jahrhundert wurde das Schloss in den Nachfolgekriegen um die Herzogswürde der Bretagne zerstört. Im Jahr 1235 wurde die Gemeinde unter dem Namen Kemper erstmals erwähnt. Bis zur Französischen Revolution verwalteten verschiedene Adelsgeschlechter das Gebiet der heutigen Gemeinde. Von 1793 bis 1801 war Quemper-Guézennec ein Teil des Distrikts Pontrieux. Quemper-Guézennec ist zudem seit 1801 Teil des Arrondissements Guingamp.

## Bevölkerungsentwicklung
| Jahr                       | 1962 | 1968 | 1975 | 1982 | 1990 | 1999 | 2006 | 2012 | 2019 |
| Einwohner                  | 1368 | 1235 | 1180 | 1103 | 1029 | 1018 | 1054 | 1119 | 1078 |
| Quellen: Cassini und INSEE |      |      |      |      |      |      |      |      |      |

Die zunehmende Mechanisierung der Landwirtschaft und die zahlreichen Toten des Ersten Weltkriegs führten zu einem Absinken der Einwohnerzahlen.

## Sehenswürdigkeiten

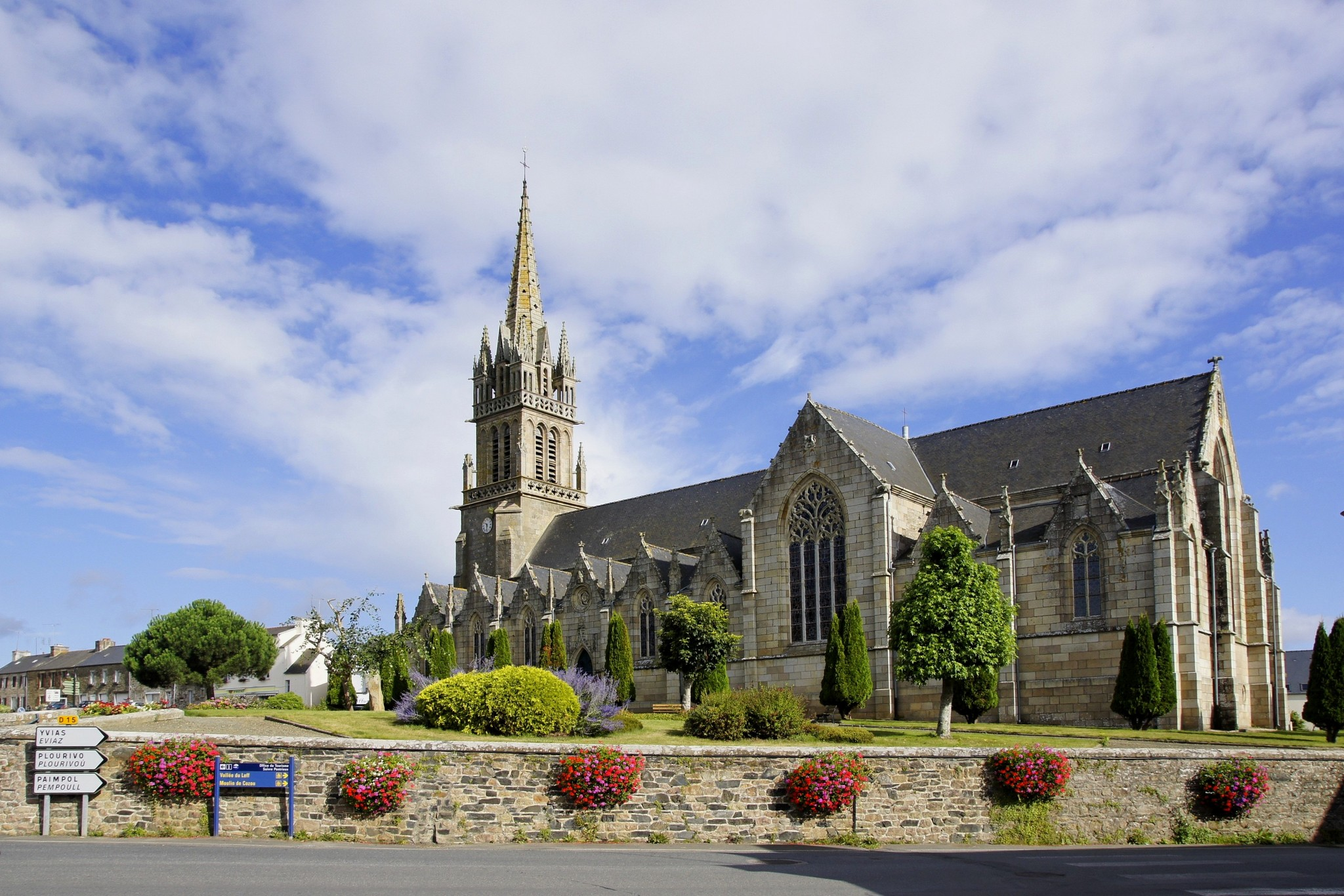
Kirche Saint-Pierre

- Herrenhaus Manoir de Kerlouet (erbaut im 17. und 18. Jahrhundert)
- Herrenhäuser Manoir de Kergoc, Manoir de Kermaudez (beide 17. Jahrhundert) und Manoir de Pen-Lann (17. und 18. Jahrhundert)
- Kirche Saint-Pierre (erbaut 1870–1889)
- Kapelle Saint-Maudez (14. Jahrhundert; im 17. Jahrhundert restauriert)
- Pfarrhaus (18. Jahrhundert)
- Kreuz Croix de Kermillon aus dem Jahr 1610
- Eisenbahnviadukt über den Leff (Ingenieur:Louis Harel de La Noé)
- Hafen von Goas-Vinilic
- Denkmal für die Gefallenen
- Brunnen aus dem Jahr 1889
- Lavoir (Waschhaus)
- acht Mühlen (darunter eine Windmühle in Kerhuel)

Quelle: